# Графство Ваймар
Графството Ваймар (на немски: Grafschaft Weimar) е от 949 г. до 1062 г. територия в Свещената Римска империя в днешна Тюрингия, Германия. Управлява се от фамилията на графовете от Дом Ваймар с център град Ваймар на Илм.

## История
Първият граф на Ваймар e Вилхелм I († 16 април 963), който е споменат за пръв път през 949 г. Той е роднина с Попоните (или франкските Бабенберги). По времето на неговия син Вилхелм II Велики (упр. 963 – 1003), графовете на Ваймар стават един от най-могъщите благороднически родове в Тюрингия. Вилхелм IV (упр. 1039 – 1062) успява да получи Пфалцграфство Саксония и Маркграфство Майсен през 1046 г. Неговият по-малък брат Ото I († 1067) го наследява и обединява през 1062 г. Графство Орламюнде с Графство Ваймар в Графство Ваймар-Орламюнде и е от 1062 до 1067 г. маркграф на Майсен.